# Somowit
Somowit (bułg. Сомовит) – wieś w Bułgarii, w obwodzie Plewen, w gminie Gulanci. Według danych szacunkowych Ujednoliconego Systemu Ewidencji Ludności oraz Usług Administracyjnych dla Ludności, 15 czerwca 2020 roku miejscowość liczyła 536 mieszkańców.

## Osoby związane z miejscowością

### Urodzeni
- Wili Kawałdżiew (1945–2010) – bułgarski muzykant
- Wojnu Marinow (1915–1973) – bułgarski chirurg